# 王徽 (明朝)
王徽（1428年—1510年），字尚文，號辣斋，南京錦衣衛籍應天府上元縣（江蘇省南京市）人，明朝政治人物。

## 生平
景泰七年（1456年）丙子科應天府鄉試第十八名舉人，天順元年（1457年）丁丑科禮部會試中式第六十七名，丁父憂歸，未殿试，四年（1460年）庚辰科二甲第三名進士，除南京刑科給事中。明憲宗繼位后，與同官王淵、朱寬、李翔、李鈞疏陳四事。同年冬，憲宗廢吳皇后，宦官牛玉被指干預先前立后的事而被謫南京，王徽等人認為對牛玉的處罰太輕，又指責重臣李賢等「坐視成敗，不出一言」、「黨惡欺君，莫此為甚」，請求降罪李賢等。憲宗批評王徽等「妄言邀譽」，欲加罪。諸位給事中、御史論救，王徽改貶貴州普安州判官。七年后棄官歸，雖然屢有言官舉薦，但因宦官厭惡而不再錄用。孝宗弘治初年，吏部尚書王恕舉薦，起用為陝西左參議。又一年因病辭職歸鄉。

## 家族
曾祖王仲。祖父王嗣宗。父王寧。母胡氏；继母锁氏。慈侍下。兄政。弟敔、轍、敟、徵。
有一子王韋，弘治十八年乙丑進士。